# Nancy Marlene Núñez Reséndiz
Nancy Marlene Núñez Reséndiz (Ciudad de México; 4 de abril de 1985) es una pasante en Ciencias de la Comunicación y política mexicana, miembro del Movimiento Regeneración Nacional. Fue concejal y diputada local en la CDMX por el Distrito 3 de la Alcaldía Azcapotzalco. Desde el 1° de octubre de 2024 es la Alcaldesa de Azcapotzalco en la Ciudad de México.

## Biografía
Nancy Núñez es pasante en Ciencias de la Comunicación de la Universidad Nacional Autónoma de México.

## Trayectoria política
En el 2018 fue electa concejal de la alcaldía Azcapotzalco. En 2021 fue electa como diputada local para la Segunda Legislatura del Congreso de la Ciudad de México, donde sirvió como vocera del Grupo Parlamentario de Morena, partido de donde también es fundadora.

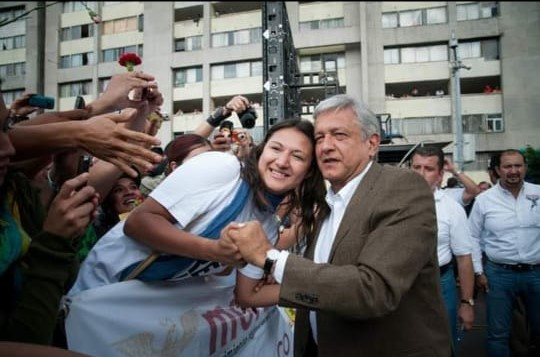
Nancy Núñez en el mitin del 2 de octubre junto con Andrés Manuel López Obrador.

### Concejal de Azcapotzalco (2018-2021)
Núñez ha participado en las Comisiones de Planeación del Desarrollo, Transparencia y Combate a la Corrupción, Administración y Procuración de Justicia, Derechos Humanos, Inclusión, Bienestar y Exigibilidad de Derechos Sociales, Igualdad de Género y Participación Ciudadana, desde su elección como concejal de Azcapotzalco en 2018

### Diputada local (2021-2024)
En 2021 tuvo lugar su intento de ser la candidata de Morena para la Alcaldía Azcapotzalco, pero el alcalde titular Vidal Llerenas logró concretar su búsqueda de reelección. No obstante fue designada candidata a la diputación local del distrito 3 de la Ciudad de México, siendo electa en los comicios del 6 de junio. Como diputada local ha presentado iniciativas sobre violencia vicaria, paridad de género, muerte neonatal, la llamada Ley Malena sobre ataques con ácido, casas de emergencia y sistema de cuidados.

### Candidata a la alcaldía de Azcapotzalco (2024)
En 2022 Núñez fue la primera candidata en hacer públicas sus intenciones de competir por la titularidad de la misma alcaldía. En 2024 el Movimiento Regeneración Nacional la seleccionó como su candidata a dicha demarcación por la coalición Sigamos Haciendo Historia, en los comicios generales obtuvo el 51.92% de los votos, quince puntos sobre el porcentaje obtenido por la alcaldesa titular y candidata a la reelección Margarita Saldaña Hernández del Partido Acción nacional, que logró el 36.76% de los votos